# گالوانومتر
گالوانومتر (انگلیسی: Galvanometer)، ابزاری برای تشخیص و اندازه‌گیری جریان های الکتریکی بسیار کوچک است. این ابزار، یک تبدیل‌گر الکترومکانیکی آنالوگ است، و سیم‌پیچی دارد که در میدان مغناطیسی یک آهنربای دائم قرار گرفته‌است. هنگامی‌که از سیم‌پیچ، جریان الکتریکی می‌گذرد، در اثر قرار داشتن در میدان مغناطیسی، به سیم‌پیچ، گشتاور وارد شده و آن‌را به همراه عقربه متصل به آن می‌چرخاند. گالوانومتر اولین وسیله برای تشخیص و اندازه‌گیری جریان بود. این ابزار، به افتخار دانشمند ایتالیایی، لوییجی گالوانی، گالوانومتر نامیده شده‌است. 

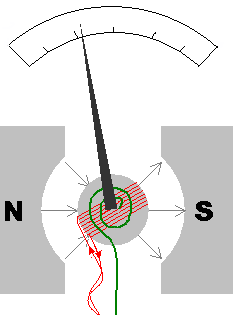
ساده‌ترین گالوانومتر؛ در شکل، آهنربای دائمی (به رنگ خاکستری و قطب‌های N و S)، سیم‌پیچ (به رنگ قرمز)، هسته سیم‌پیچ (به رنگ خاکستری)، عقربۀ متصل به سیم‌پیچ، و فنر مارپیچ متصل به سیم‌پیچ و عقربه (به رنگ سبز) دیده می‌شوند.

در گالوانومترها از عقربه و صفحهٔ درجه‌بندی‌شده برای نمایش مقدار جریان، و در دیگر نمونه‌های حساس، از آینه و شعاع نور برای بزرگ‌نمایی جریان‌های ضعیف استفاده می‌شود. از گالوانومترهای حساس برای تشخیص سیگنال در کابل‌های زیردریایی و آشکارسازی فعالیت‌های الکتریکی قلب و مغز استفاده می‌شود.